# Ellie Greenwich
Pour les articles homonymes, voir Greenwich.
Ellie Greenwich (nom de scène d'Eleanor Louise Greenwich), née le 23 octobre 1940 à Brooklyn (New York) et morte dans cette ville, à Manhattan, le 26 août 2009, est une chanteuse, auteure-compositrice et productrice américaine.

## Biographie

### Formation
- Université Hofstra